# Université de Bourgogne
A Université de Bourgogne uma universidade pública localizada em Dijon, França.
As humanidades e ciências estão bem representadas no campus principal, assim como direito, medicina e literatura em prédios separados. Entre seus ex-alunos destacam-se o cientista francês Roger Guillemin, agraciado com o Prêmio Nobel de Fisiologia ou Medicina em 1977, e o jurista Louis Renault, vencedor do Prêmio Nobel da Paz em 1907. 
É a primeira e única universidade na Borgonha. Em 1806, Napoleão o tornou um dos centros de formação jurídica na França. Hoje, é uma universidade com 27.000 alunos, divididos entre Dijon e cinco outras cidades da região da Borgonha: Chalon-sur-Saône, Le Creusot, Mâcon, Auxerre, Nevers.